# Muž bez vlasti
Muž bez vlasti (v originále A Man Without a Country: A Memoir Of Life In George W Bush's America) je sbírka 12 fejetonů amerického spisovatele Kurta Vonneguta.
Velmi krátké úvahy v této knize se věnují tématům od důležitosti humoru, přes problémy moderních technologií až po autorovy názory na rozdíly mezi muži a ženami.
Nejvíce zastoupeny jsou ale texty objasňující autorovy humanistické názory na politiku a problémy současné americké společnosti zosobněné prezidentem G. W. Bushem (české vydání má na přebalu napsáno Fanoušci George W. Bushe z knihy mít radost nebudou). Texty jsou ilustrovány autorovými perokresbami.
Většina z úvah byla již dříve publikována v časopise In These Times mezi lety 2003 až 2005. Do této sbírky je uspořádal Daniel Simon. Vydáním sbírky bylo částečně porušeno prohlášení, které Vonnegut vydal po vydání Časotřesení, že už nikdy nenapíše žádnou další knihu. V lednu 2007 opět prohlásil, že toto je jeho poslední dílo, což dodržel, protože v dubnu téhož roku zemřel. Posmrtně byly vydány některé doposud nepublikované texty ve sbírkách Armageddon in Retrospect a Look at the Birdie.